# Diocèse de la Moselle
Cet article court présente un sujet plus développé dans : Diocèse de Metz.
Le diocèse de la Moselle est un ancien diocèse de l’Église constitutionnelle en France. Créé par la constitution civile du clergé de 1790, il est supprimé à la suite du concordat de 1801. Il couvrait le département de la Moselle. Le siège épiscopal était Metz.